# Хорребоу, Педер
Педер Хорребоу (дат. Peder Nielsen Horrebow, 1679—1764) — датский астроном.

## Биография
Родился в Ютландии в бедной рыбацкой семье. Окончил Копенгагенский университет, получил степень магистра в 1716 году и степень доктора медицины в 1725 году. С 1703 по 1707, служил помощником Оле Рёмера и жил в доме Рёмера, после смерти Рёмера в 1710 стал его фактическим преемником.
С 1707 по 1711 работал в качестве домашнего учителя, с 1711 служил клерком в акцизном ведомстве.
В 1714 году стал профессором математики в Копенгагенском университете и одновременно — директором университетской обсерватории в Круглой башне. В 1728 году большой пожар Копенгагена уничтожил все документы записи Рёмера, а также собственные документы Хорребоу. После этого Хорребоу получил специальный грант от правительства на ремонт обсерватории и инструментов, а также дополнительную поддержку от частных лиц.
В 1734—1735 он пишет книгу Basis Astronomiae (Основы астрономии), в которой описывает научные достижения Рёмера.
Изобрёл способ определения широты места с помощью звезд, основанный на измерении расстоянии звёзд от зенита во время кульминаций. Несмотря на свою ценность, этот метод вскоре был забыт и вновь открыт американским астрономом Толкоттом в 1833. В настоящее время называется метод Хорребоу-Толкотта.
Определил солнечный параллакс, установив его величину в 9". Предпринял одну из первых попыток определения параллакса звезд.
В 1738—1739 и 1747—1748 был ректором Копенгагенского университета.
Был членом ряда научных обществ, в том числе Парижской академии наук (с 1746). Также работал в качестве врача и академического нотариуса (с 1720).
Хорребоу имел в общей сложности 20 детей. Его сын Кристиан стал его преемником на посту директора университетской обсерватории.
В его честь назван кратер на Луне.